# A–J效果
A－J效果（Averch-Johnson effect）是指公用事業為了獲取特定的資本報酬率（公正報酬率）時，可能會過度使用資本，形成非利潤極大（資本使用）無效率的現象。

## 鏈結
- https://web.archive.org/web/20090412054838/http://www.regulationbodyofknowledge.org/04/narrative/3/